# Freakes Ground
Freakes Ground var en civil parish 1858–1892 när det uppgick i St Mary, i grevskapet Leicestershire, i England. Civil parish hade 59 invånare år 1881.